# 上野治男
上野 治男（うえの はるお）は、日本の警察官僚。

## 来歴
1965年、東京大学法学部を卒業し、警察庁入庁。兵庫県警察本部刑事部長や、在米大使館一等書記官を歴任。
1984年6月、京都府警察本部警務部長から、新設される内閣官房危機管理等特命事項担当室の初代室長に就任。
1989年1月7日の昭和天皇崩御の際、当時の内閣総理大臣・竹下登が皇居に赴く際、警察庁出身の内閣総理大臣秘書官として付き添った。
その後、群馬県警察本部長や防衛庁教育訓練局長を歴任した。

## 著書
- 「米国の警察」（良書普及会）
- 「現場で生かす　リスクマネジメント」（ダイヤモンド社）
- 「リスクの中に自由あり─市民主役社会におけるリスクマネジメント」（東京法令出版）